# 直鼠耳芥
直鼠耳芥（学名：Arabidopsis stricta）是十字花科鼠耳芥属的植物。分布在喜马拉雅山、印度、克什米尔地区、巴勒斯坦以及中国大陆的西藏、四川等地，生长于海拔4,300米的地区，一般生于石缝中，目前尚未由人工引种栽培。